# Cégep de Chicoutimi
Le Cégep de Chicoutimi est un établissement d'éducation postsecondaire de la province de Québec, au Canada. Il est situé dans l'arrondissement Chicoutimi de la ville de Saguenay. Il est un des quatre cégeps dans la région du Saguenay–Lac-Saint-Jean.
Le Cégep de Chicoutimi compte environ 2 500 étudiants et 600 employés, dont 300 enseignants.

## Historique

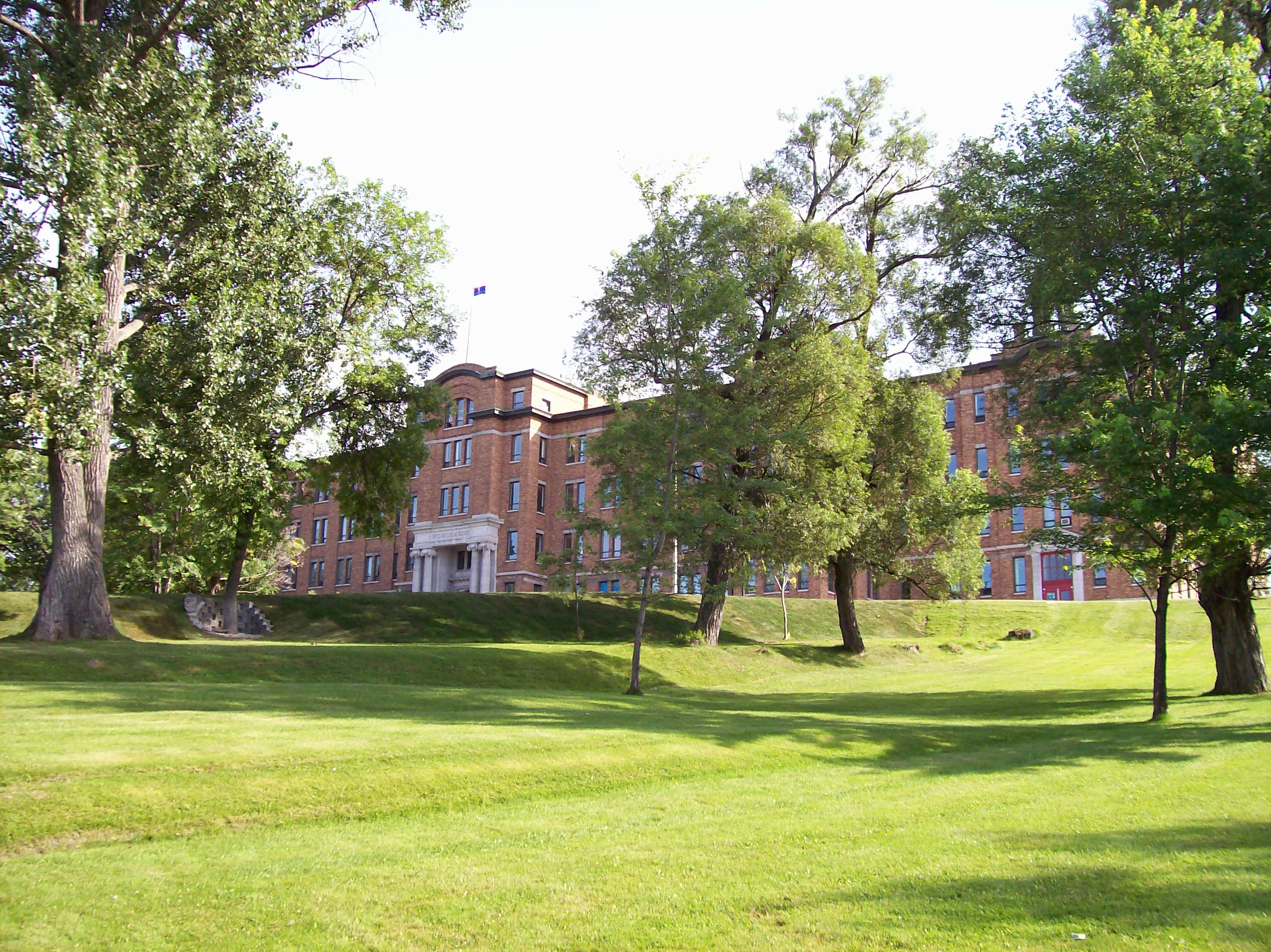
Ancien Séminaire, désormais l'aile F.

Fondé en juillet 1967, lors de la mise sur pied du réseau des collèges d'enseignement général et professionnel (CEGEP), le Collège de Chicoutimi est le regroupement des institutions collégiales du Séminaire de Chicoutimi, l'École des infirmières de l'Hôtel-Dieu Saint-Vallier, l'Institut familial de Chicoutimi, l'Institut de technologie de Chicoutimi et l'École de Commerce de Chicoutimi. Il est le premier établissement au Québec à avoir obtenu ses lettres patentes.
Depuis 1997, le Cégep est affilié au Centre de géomatique du Québec (CGQ), un centre collégial de transfert de technologie (CCTT) reconnu par le ministère de l’Éducation et de l’Enseignement supérieur et par le ministère de l’Économie et de l’Innovation. Il est également reconnu comme centre d'accès à la technologie par Tech-Accès Canada. Le CGQ offre des services de recherche et développement, de soutien technique ainsi que de la formation aux entreprises et organisations dans le domaine du géospatial.
Le 21 septembre 2009, le ministère du Développement économique, de l'Innovation et de l'Exportation du Québec ainsi que Industrie Canada accordent 5,7 millions de dollars qui serviront principalement à la construction d'un nouveau bâtiment dédié au centre de géomatique du Québec. Le cégep en profitera également pour rénover les infrastructures existantes.

### Ailes

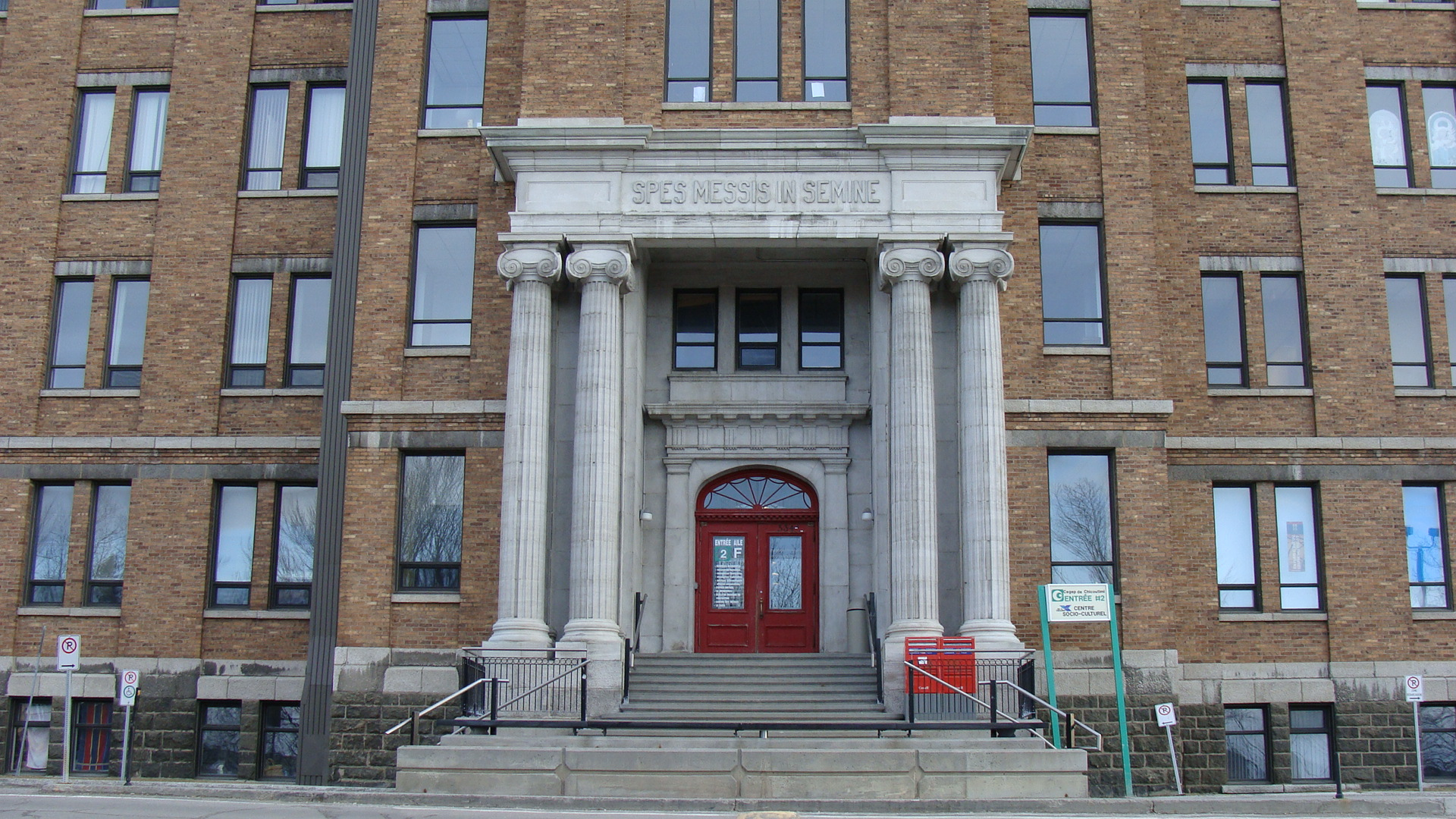
Entrée principale de l'aile F. La devise latine Spes messis in semine(« L'espoir de la moisson est dans la semence ») est gravée au-dessus du porche.

Le Cégep de Chicoutimi est divisé en plusieurs ailes. L'aile A abrite les locaux de l'administration de la formation générale, technique et continue (Humanis), des services aux étudiants et de la pédagogie ainsi que les locaux des programmes d'art plastique et de techniques administratives. L'aile B contient le centre des médias (bibliothèque), le service de micro-informatique (SMI), les locaux d'anglais, le Centre d'innovation sur la nutrition et les aliments du Québec (CINAQ) et le centre d'aide en français (CAF). L'aile C contient les locaux et laboratoires des techniques physiques et des techniques de la santé ainsi que les locaux des syndicats d'employés. L'aile F est la partie de l'ancien Séminaire de Chicoutimi. Elle contient les locaux de l'École de musique et solfège, des salles de classe, les archives du collège, des salles et auditoriums pour diverses activités, une salle d'expositions artistiques, un sous-sol, nommé « les catacombes », où l'on retrouve les locaux du RéinKat et des expositions artistiques.
L'aile Huard (H) contient des salles de classe, des bureaux de professeurs et de personnel de soutien, les laboratoires de sciences, la cafétéria, le centre social, la sécurité, la reprographie, la coopérative étudiante, les locaux de l'association étudiante (AGEECC), la radio étudiante, l'auditorium Dufour, la piscine et les installations sportives du centre d'activités physiques (CAP).

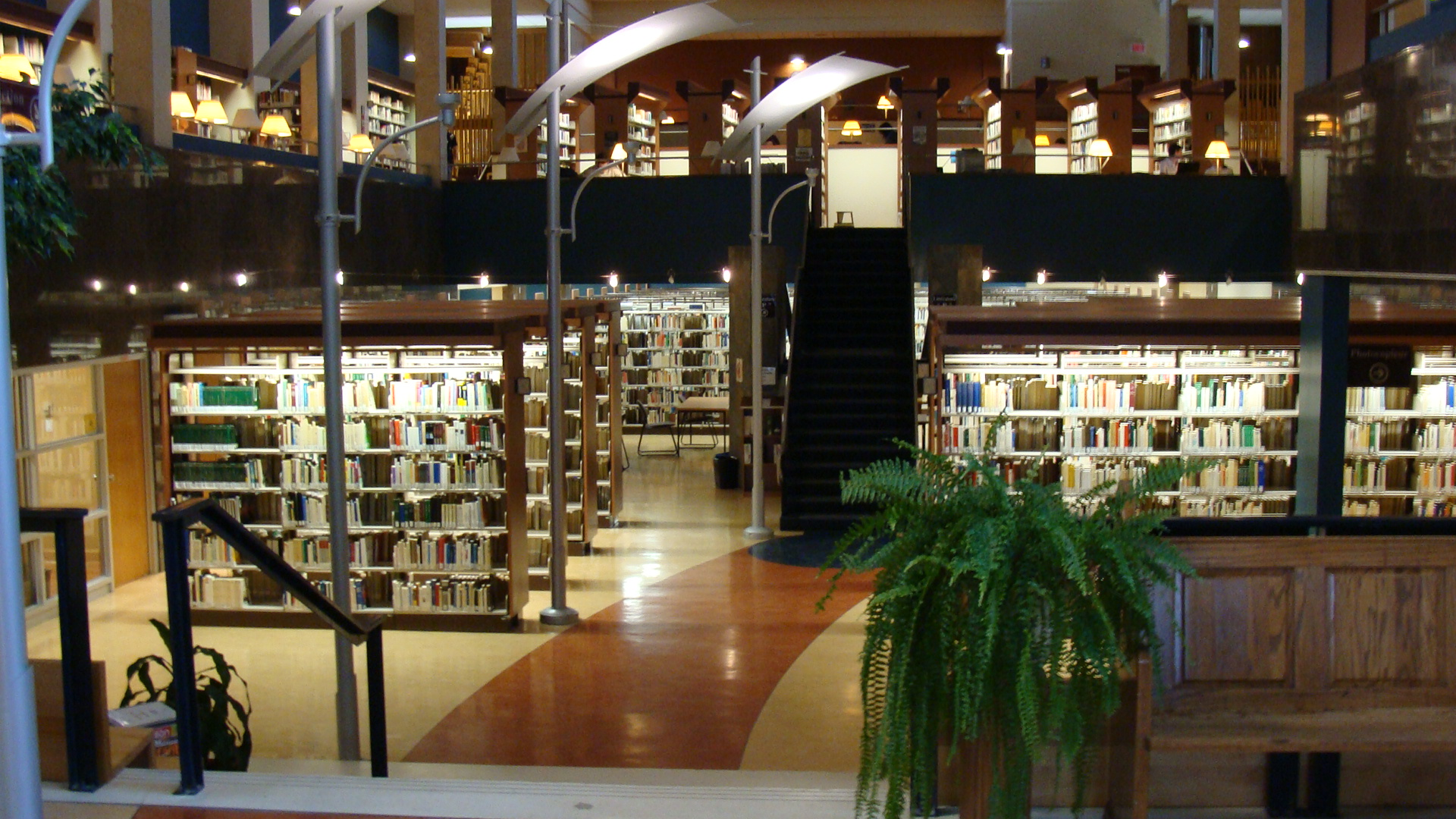
Centre des médias (4e et 5e étages).

La résidence Tremblay (aile T, initialement réservée aux filles) contient des chambres pour étudiants, une buanderie ainsi que des bureaux de professeurs en sciences humaines. La résidence Lemieux (Aile L, initialement réservée aux garçons) abrite des chambres pour étudiants et des installations des départements de génie électrique et de physique.

## Programmes d'études
Le Cégep de Chicoutimi offre une vingtaine de programmes pré-universitaires et techniques. Il est le seul collège public au Québec à offrir le programme de pilotage d'aéronefs (280.A0) via le Centre québécois de formation aéronautique (CQFA) qui est situé à Saint-Honoré.

### Programmes pré-universitaires
- 200.12    Sciences de la nature et Sciences humaines
- 200.13    Sciences de la nature et Arts plastiques
- 200.B0    Sciences de la nature
- 300.13    Sciences humaines et Arts plastiques
- 300.A0    Sciences humaines
- 500.13    Arts et lettres et Arts plastiques
- 500.A1    Arts et Lettres
- 510.A0    Arts plastiques
- 700.B0    Histoire et civilisation

### Programmes techniques
- 111.A0    Techniques d'hygiène dentaire

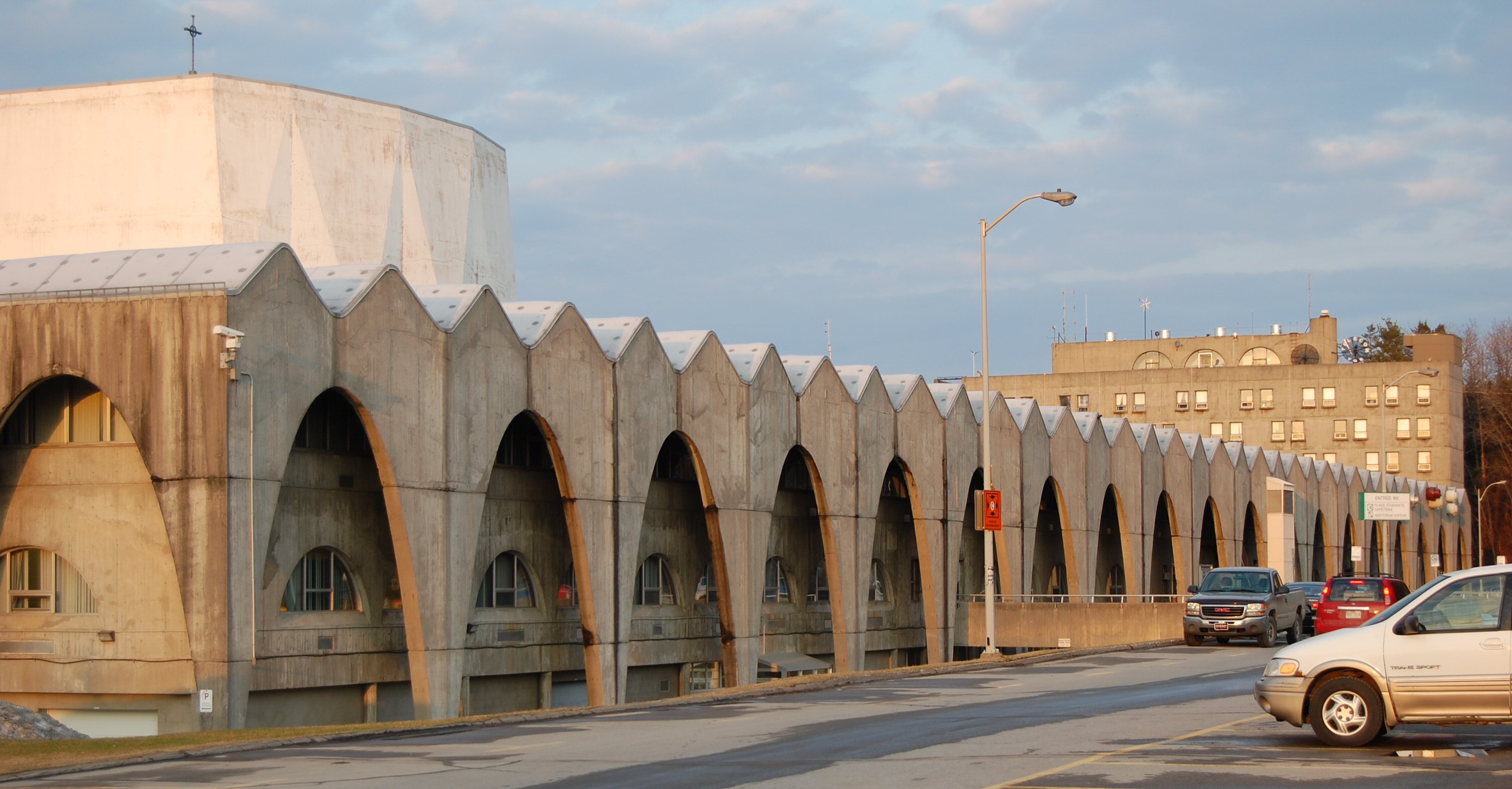
L'aile Huard et la résidence Lemieux.

- 120.01    Techniques de diététique
- 140.B0    Technologie d'analyses biomédicales
- 141.A0    Techniques d'inhalothérapie
- 144.A0    Techniques de réadaptation physique
- 180.A0    Soins infirmiers
- 181.A0    Soins préhospitaliers d'urgence
- 190.B0    Technologie forestière
- 221.A0    Technologie de l'architecture
- 221.B0    Technologie du génie civil
- 243       Technologies du génie électrique
  - 243.C0   Électronique industrielle (aussi offert en Alternance-Travail-Étude (A.T.E.))
  - 243.B0   Télécommunications
- 270.A0    Technologie du génie métallurgique, option procédés de transformation
- 280.A0 Techniques de pilotage d'aéronefs
- 400       Techniques administratives
  - 410.B0   Techniques de comptabilité et de gestion
  - 410.21   DEP-DEC en comptabilité
  - 412.A0   Techniques de bureautique
- 420.A0    Techniques de l'informatique 
  - 420.AA   Spécialisation en informatique de gestion
  - 420.AC   Spécialisation en gestion de réseaux informatiques

### Programmes DEC-BAC
- 180.DB    DEC-BAC en soins infirmiers
- 243.09    DEC-BAC intégré en génie électrique
- 243.19    DEC-BAC intégré en génie informatique
- 410.B1    DEC-BAC en comptabilité et gestion

## Direction

### Direction générale
- 2018- : André Gobeil
- 2015-2018 : Denyse Blanchet[2]
- 2014-2015 : Alain Bouchard (intérim)
- ? - 2014 : Ginette Sirois

- 1967- : Marjoric Néron

### Direction des études
- 2017- : Christian Tremblay
- 2010-2015 : Isabelle Dion
- 2009-2010 : Claude Roy
- ?- 2008 : Sylvie Poiret

- 1967-

## Vie étudiante

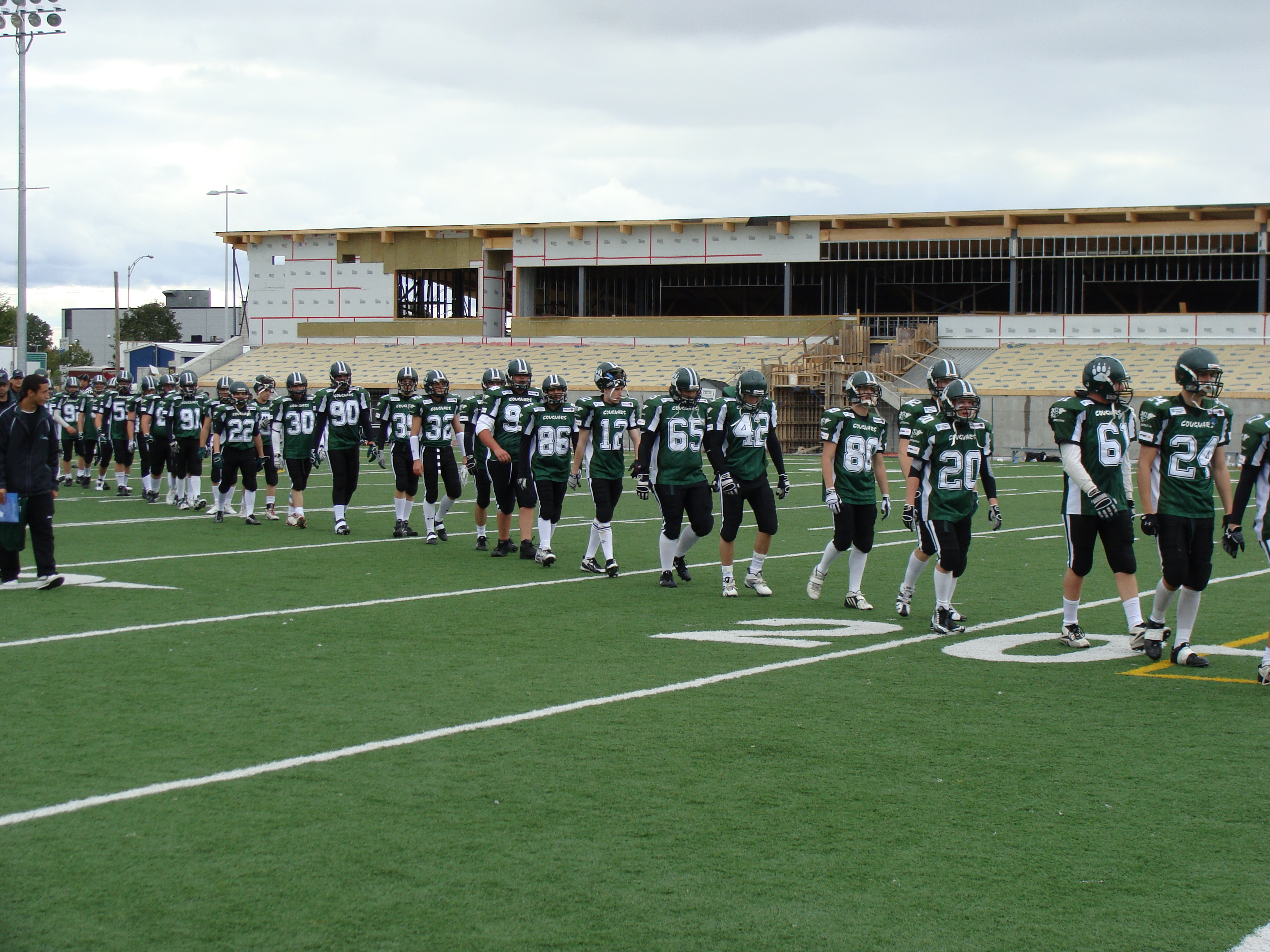
Équipe de football Les Cougars du Cégep de Chicoutimi.

Les équipes sportives du Cégep de Chicoutimi portent le nom Les Cougars. Ce collège possède, depuis l'automne 2007, une équipe de football.
Le Cégep possède également une équipe d'improvisation, Les Trafikans.

## Organismes connexes

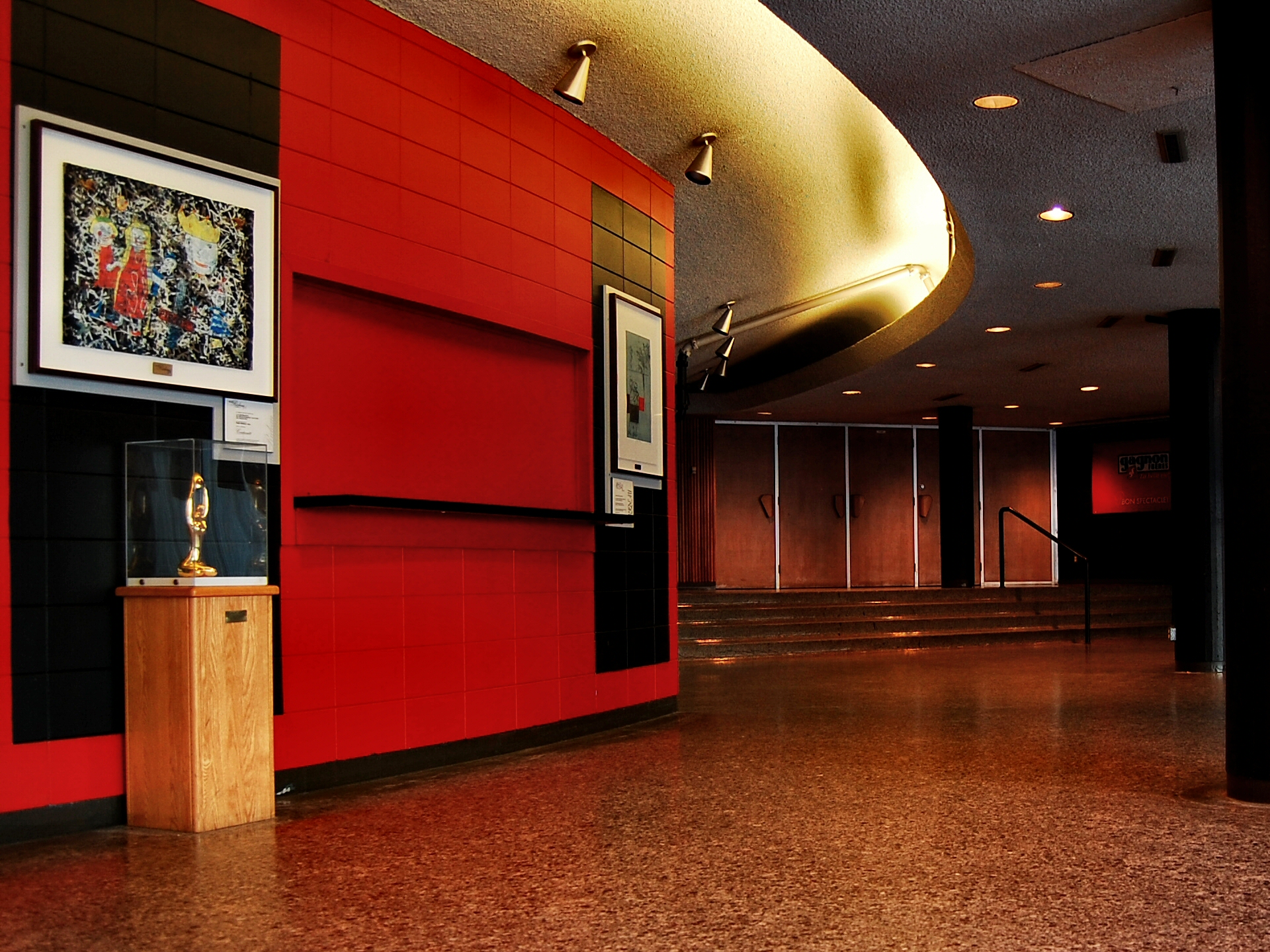
Entrée de l'Auditorium Dufour.

Les locaux de plusieurs organismes sont situés au sein du Cégep de Chicoutimi.
- L'École de musique et solfège de Chicoutimi
- L'Auditorium Dufour, salle de spectacles du théâtre du Saguenay
- Le Centre de géomatique du Québec (CGQ)

## Personnalités
- Hervé Bouchard, enseignant en littérature et écrivain.
- André Girard, enseignant en littérature et écrivain.
- Marcel Mélançon, philosophe et bioéthicien.
- Jean-Marie Tremblay, enseignant en sociologie et fondateur de la bibliothèque numérique Les Classiques des sciences sociales.